# Бьянки, Илария
Илария Бьянки (итал. Ilaria Bianchi, род. 6 января 1990, Кастель-Сан-Пьетро-Терме, Эмилия-Романья) — итальянская пловчиха, чемпионка мира, чемпионка Европы, призёр чемпионатов мира и Европы. Участница летних Олимпийских игр 2008, 2012, 2016 и 2020 годов.

## Спортивная карьера
В двухлетнем периоде с 2005 по 2006 годы итальянская спортсменка добилась высоких результатов выступая за молодёжную сборную Италии по плаванию. Дебютировав в 2005 году на чемпионате Европы в Будапеште, она выиграла серебряную медаль в смешанной эстафете 4 по 100 метров. В следующем году в Пальма-де-Майорке она снова завоевала медаль, бронзовую, в заплыве на 100 метров баттерфляем. Несколько недель спустя на молодёжном чемпионате мира 2006 года, который состоялся в Рио-де-Жанейро она выиграла золотую медаль на 100 метрах баттерфляем и серебро на 50 метрах этим же стилем.
В 2008 году она получила олимпийскую лицензию и выступила на первой для себя Олимпиаде в Пекине. На этих соревнованиях она улучшила национальный рекорд Италии на дистанции 100 метров баттерфляем, установив время 58,12 секунды. 10 августа в полуфинале на дистанции 100 метров баттерфляем Иларию дисквалифицировали за регулярные нарушения стиля в заплыве.
Весной 2009 года она впервые победила на национальном чемпионате, выиграв дистанцию 100 метров баттерфляем. Летом того же года она проплыла в финале 100 метровки на Средиземноморских играх в Пескаре, выиграв золотую медаль. Приняла участие в чемпионате мира, который проходил в Риме. С 2009 по 2018 годы на дистанции 100 метров баттерфляем она выиграл 9 чемпионских титулов Италии.
На чемпионате Европы 2012 года в Дебрецене Илария завоевала серебряную медаль в смешанной эстафете 4 по 100 метров.
29 июля 2012 года установила новый рекорд Италии в финале на дистанции 100 метров баттерфляем на Олимпийских играх в Лондоне 2012 года, показав время 57,27 секунды, в итоговом протоколе она расположилась на пятом месте.
16 декабря 2012 года она впервые в своей карьере стала чемпионкой мира, выиграв золотую медаль на 100 -метровке баттерфляем на чемпионате мира по плаванию на короткой воде в Стамбуле. Бьянки стала первой итальянкой, которая выиграла индивидуальный титул чемпионки мира на короткой дистанции.
На летних Олимпийских играх 2016 года, Илария принимает участие в заплывах на дистанции 100 метров баттерфляем, где становится 20-й и в эстафетном заплыве 4 по 100 метров комплексным плаванием (8-е итоговое место).
В 2017 году итальянская пловчиха завоевала серебряную медаль на чемпионате Европы на короткой дистанции в Копенгагене на дистанции 200 метров баттерфляем, установив новый рекорд Италии: 2:04,22.
Через два года, на чемпионате Европы в Глазго, она вновь обновляет рекорд Италии на дистанции 200 метров баттерфляем и становится серебряным призёром вслед за Катинкой Хоссу.